# Hello! (Good to Be Back)
Hello! (Good To Be Back) (Ahoj! (Je dobré být zpět)) je píseň německé skupiny Scooter z alba Who's Got The Last Laugh Now? z roku 2005. Jako singl vyšla píseň v roce 2005. V Nizozemsku byla vydána speciální limitovaná edice singlu, která vyšla pouze v nákladu 300 kusů [zdroj?]. Edice obsahuje i video ve formátu MPEG.

## Seznam skladeb
1. Hello! (Good To Be Back) (Radio Edit) - (3:35)
2. Hello! (Good To Be Back) (Club Mix) - (7:43)
3. Hello! (Good To Be Back) (Extended) - (5:52)
4. Path - (3:36)

## Umístění ve světě
| Hitparáda | Umístění |
| --------- | -------- |
| Švýcarsko | 36       |
| Rakousko  | 23       |
| Finsko    | 3        |